# Suore carmelitane di San Giuseppe (Barcellona)
Le Suore Carmelitane di San Giuseppe (in spagnolo Hermanas Carmelitas de San José) sono un istituto religioso femminile di diritto pontificio: le suore di questa congregazione pospongono al loro nome la sigla H.C.S.J.

## Storia
La congregazione fu fondata da José Morgades y Gili. Eletto vescovo di Barcellona nel 1899, pensò di istituire in diocesi una congregazione di suore per la cura di orfani, anziani e ammalti: si rivolse alle Suore Giuseppine della Carità, che aveva conosciuto quando era vescovo di Vich, e tre religiose accolsero l'invito.
Rosa Ojeda Creus, già superiora della comunità delle giuseppine di El Masnou, fu la capofila del gruppo di 28 suore che, il 10 ottobre 1900, diede inizio a Barcellona alla nuova famiglia religiosa.
L'istituto è aggregato all'ordine dei carmelitani scalzi dal 14 gennaio 1915.

## Attività e diffusione
Le suore si dedicano all'assistenza a bambini, anziani e ammalati.
Oltre che in Spagna, sono presenti im Colombia, Italia e Messico; la sede generalizia è a Barcellona.
Alla fine del 2008 la congregazione contava 110 religiose in 19 case.